# عجينة مبلمرات

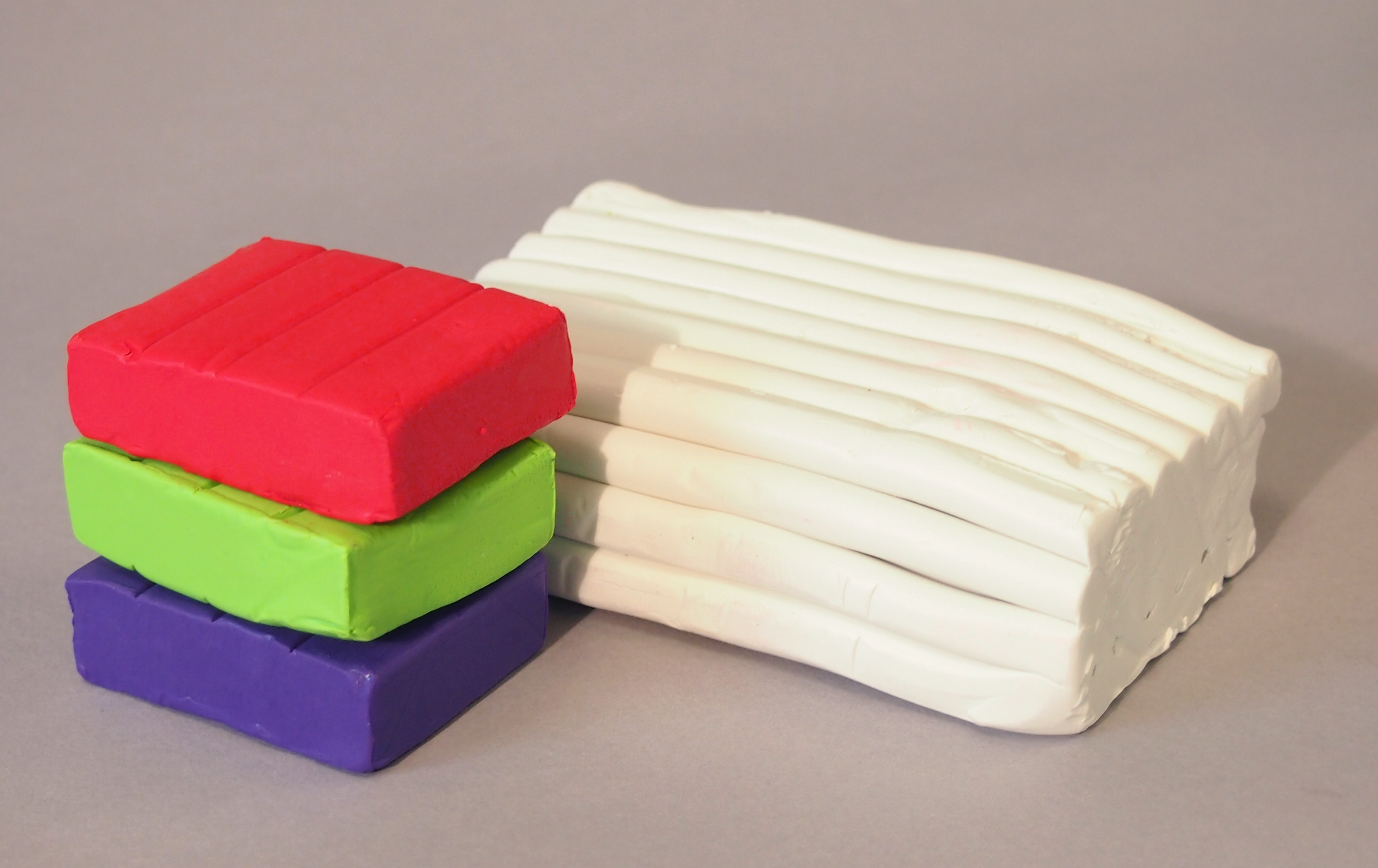
عجينة البوليمر

عجينة البوليمر أو عجينة المبلمرات أو عجينة المكثورات (بالإنجليزية: Polymer Clay)‏ هي عبارة عن طين صناعي من مركب كيميائي، يستخدمه الفنانون في عمل أشكال منحوتة أو مزخرفة، ويتم وضعه في الفرن ليصبح صلبا.
له ألوان متعددة، وأنواع كثيرة ومن الأسماء التجارية الشهيرة له Fimo، أو Cernit. يترواح سعر المائة جرام منه ما بين 4 إلى 5 دولار أمريكي.
من أشهر استخداماته الإكسسوارات النساءية مثل الخواتم.
يختلف تماما عن الطين الأسواني، حيث أن الطين الأسوانى يعد طبيعياً، وليس صناعياً، غير أنه يجب وضعه لدرجة حرارة 1000 درجه مئوية ليصبح صلباً، أما عجينة البوليمر فيمكن أن تكون صلبة عند تعرضها لدرجة حرارة 110 درجة مئوية أي يمكن وضعها في الفرن المنزلى.

## اقرأ أيضا
- بلمرة
- إكسيمر